# Aston Bay
Aston Bay är en bukt vid Peel Sound på västra sidan av Somersetön i territoriet Nunavut i Kanada. Bukten är belägen norr om M'Clure Bay. Den närmaste byn är Resolute som ligger 150 km norr om Cornwallis Island.